# Aquilops
Aquilops é um gênero de dinossauro do clado Neoceratopsia do Cretáceo Inferior dos Estados Unidos. Há uma única espécie descrita para o gênero Aquilops americanus.

## Nomenclatura e taxonomia
O táxon foi descrito em 2014 por Andrew Farke, W. Desmond Maxwell, Richard L. Cifelli e Mathew Wedel como Aquilops americanus. O nome genérico é derivado do latim aquila, águia, e do grego ops (ὤψ), que significa "face", uma referencia ao focinho em forma de bico. O epíteto específico, americanus refere-se ao continente americano, em referencia ao fato da espécie ser o primeiro Neoceratopsia basal encontrado na América.

## Distribuição geográfica e geológica
O holótipo (OMNH 34557) foi encontrado na formação Cloverly, datada do Albiano, no condado de Carbon, no estado de Montana, nos Estados Unidos.